# Moise Groza
Moise Groza (n. 2 februarie 1844, Obreja, România – d. 9 aprilie 1919, Brăila, România) a fost un general român. 

## Biografie
A urmat cursurile primare la Obreja și Caransebeș (pe atunci, în Austro-Ungaria), apoi Școala de Război din Viena. A fost profesor la Școala de Ofițeri din Lemberg.
A activat în Armata Comună a Austro-Ungariei. În anul 1873 i s-a încredințat misiunea de stabilire a frontierei între Austro-Ungaria și Principatele Unite. Cu acest prilej, în Munții Siriului s-a întâlnit cu generalul Florescu care i-a propus să treacă în armata română.
Într-o scrisoare este descrisă tentativa de înlăturare a generalului Moise Groza din funcția pe care o deținea, printr-o pensionare forțată. Aceastã acțiune se înscria într-o serie de „epurări“ îndreptate împotriva ofițerilor din armata României, proveniți din teritorii din afara Vechiului Regat.
Este avansat colonel al armatei române chiar înaintea Războiului de Independență. Cu grad de căpitan și maior luptă în Războiul de independență, fiindu-i apreciate faptele de vitejie. După război, a ocupat mai multe funcții în armata română, ajungând până la gradul de general.
A fost un mare patriot al României, fiind recunoscut pentru cucerirea Griviței din 1877. A murit pe data de 9 aprilie 1919, la vârsta de 75 de ani în casa lui din Brăila, fiind înmormântat în cimitirul "Sfinții Constantin și Elena" din Brăila.

## Legături externe
- http://www.agonia.ro/index.php/article/97481/index.html
- http://www.banaterra.eu/romana/g/groza%20moise/index.htm%5Bnefuncțională%5D
- Un mare patriot al Romaniei, cuceritorul redutei Grivita, este inmormantat la Braila., www.infobraila.ro - Publicat pe 10 iunie 2014
- Despre casa generalului Moise Groza de la Brăila Arhivat în 1 august 2012, la Wayback Machine.